# 332-га піхотна дивізія (Третій Рейх)
332-га піхотна дивізія (Третій Рейх) (нім. 332. Infanterie-Division) — піхотна дивізія Вермахту, що входила до складу німецьких сухопутних військ у роки Другої світової війни.

## Історія з'єднання
332-га піхотна дивізія була сформована 15 листопада 1940 року в Гюстрові в II військовому окрузі під час 14-ї хвилі мобілізації вермахту. Дивізія складалася з трьох піхотних полків (676-го, 677-го, 678-го), а також 332-го артилерійського полку та частин підтримки й забезпечення дивізії.
З літа 1941 року дислокувалася у Бретані в окупованій Франції, будучи у складі 7-ї армії. Утримувала оборону позиції поздовж узбережжя Ла-Маншу в районі Ле-Кенуа-ан-Артуа—Дів-сюр-Мер—Трувіль-сюр-Мер—Онфлер. Навіть після передачі 15-й армії до зими 1942/43 з'єднання залишалося у Франції, утримуючи райони оборони: Анже—Ренн—Ле-Ман—Пон-л'Евек. У лютому 1943 року її перекинули на Східний фронт до міста Ромни, далі до Гадяча, звідки вона перейшла до оборони по рубежу річки Псел, де її передали групі армій «Південь». Весною 1943 року билася в районі Харкова та Бєлгорода. Протягом березня-квітня 1943 року частини дивізії вели наступальні дії у Східній Слобожанщині в районі Красного Кутка, Чуланове, Теребрено, Пушкарне.
У липні 332-га піхотна дивізія брала участь в операції «Цитадель» у складі 4-ї танкової армії, діючи на південному фасі Курської дуги. Після поразки німецького вермахту під Курськом відступала в Україну, вела бої на полтавському напрямку, де зазнала великих втрат і у вересні 1943 року 332-га дивізія була розформована.
Частину підрозділів дивізії, що залишилася, було включено до 57-ї піхотної дивізії. Іншу, більшу частку спочатку підпорядкували 255-ій піхотній дивізії. Однак протягом наступних кількох тижнів вони зазнали значних втрат і тому рештки включили до корпусної групи «B», яка врешті-решт опинилася в «мішку» під Черкасами.

## Райони бойових дій
- Німеччина (листопад 1940 — квітень 1941);
- Франція (квітень 1941 — лютий 1943);
- Східний фронт (центральний напрямок) (лютий — вересень 1943).

## Командування

### Командири
- генерал-лейтенант Генріх Рекке (нім. Heinrich Recke) (15 листопада 1940 — 6 серпня 1941)
- генерал-лейтенант Ганс Кессель (нім. Hans Kessel) (6 серпня 1941 — 17 грудня 1942)
- генерал-лейтенант Вальтер Мельцер (17 грудня 1942 — 1 січня 1943)
- генерал-лейтенант Ганс Шефер (нім. Hans Schäfer) (1 січня — 5 червня 1943)
- генерал-майор Адольф Тровіц (5 червня — 3 вересня 1943).

### Підпорядкованість
| Час      | Корпус     | Армія                   | Група армій (округ)   | Штаб                |
| -------- | ---------- | ----------------------- | --------------------- | ------------------- |
| 1940     |            |                         |                       |                     |
| листопад | формування |                         | II військовий округ   | Гюстров             |
| 1941     |            |                         |                       |                     |
| січень   | формування |                         | II військовий округ   | Гюстров             |
| червень  | XXV ак     | 7 А                     | Група армій «D»       | Бретань             |
| липень   | XXXII КОПр | 15 А                    | Група армій «D»       | Дів-сюр-Мер         |
| 1942     |            |                         |                       |                     |
| січень   | XXXII КОПр | 15 А                    | Група армій «D»       | Дів-сюр-Мер         |
| лютий    | XXV ак     | 7 А                     | Група армій «D»       | Ренн                |
| квітень  | XXXII КОПр | 15 А                    | Група армій «D»       | Больбек             |
| червень  | LXXXI ак   | 15 А                    | Група армій «D»       | Больбек             |
| 1943     |            |                         |                       |                     |
| січень   | LXXXI ак   | 15 А                    | Група армій «D»       | Больбек             |
| березень |            | 2 А                     | Група армій «Центр»   | Східна Слобожанщина |
| квітень  | LII ак     | Армійська група «Кемпф» | Група армій «Південь» | Красний Куток       |
| травень  | LII ак     |                         | Група армій «Південь» | Борисовка           |
| липень   | LII ак     | 4 ТА                    | Група армій «Південь» | Борисовка           |
| вересень | LII ак     | 4 ТА                    | Група армій «Південь» | Полтава             |

### Склад
| 1941                                   |
| -------------------------------------- |
| 676-й піхотний полк                    |
| 677-й піхотний полк                    |
| 678-й піхотний полк                    |
| 332-й артилерійський полк              |
| 332-й інженерний батальйон             |
| 332-й протитанковий дивізіон           |
| 332-й самокатний батальйон             |
| 332-й запасний батальйон               |
| 332-й дивізійний батальйон зв'язку     |
| 332-гє дивізійне управління постачання |